# マクシミリアン・フォン・モンジュラ

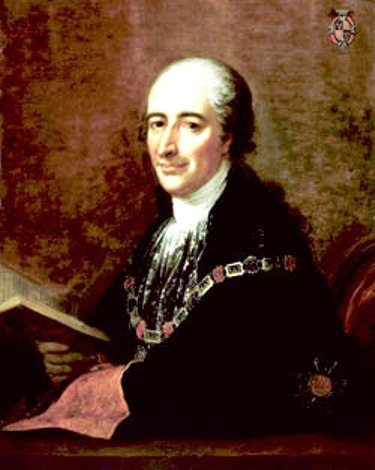
モンジュラ伯爵マクシミリアン・ヨーゼフ

モンジュラ伯爵マクシミリアン・ヨーゼフ（Maximilian Joseph Graf von Montgelas, 1759年9月12日 - 1836年6月14日）は、バイエルン王国の成立前後に活躍した官僚・政治家・貴族である。

## 生涯

### 官僚として
マクシミリアンの父ヤーヌスはサヴォワ出身の軍人で、バイエルンで選帝侯マクシミリアン3世ヨーゼフに仕えた。母マリーア・ウルズラはバイエルン貴族の出身で選帝侯妃マリア・アンナの女官を務めた。マクシミリアンは若い頃にストラスブールで生活・勉学をしており、その経験からフランスの文化や啓蒙主義を身に着けることになる。
1777年、モンジュラは18歳になる前にミュンヘンで官僚試験に合格、バイエルンの官僚の一員になった。いくつかの官僚組織を渡り歩くうちに、彼は「啓明団」と呼ばれる啓蒙主義の秘密結社に参加する。1776年にインゴルシュタット大学教授ヴァイスハウプトによって、フリーメイソンを模倣して作られたこの組織は、啓蒙主義に基づき社会の改革を目指しており、ハルデンベルクなども所属していた。
1777年にはマクシミリアン3世ヨーゼフに代わって、プファルツ選帝侯であったカール・テオドールがバイエルン選帝侯位も継承した。これに対して、神聖ローマ皇帝ヨーゼフ2世はバイエルンと南ネーデルラントの交換を提案し、カール・テオドールもこれに応じようとすると、啓明団はこれを強力に支援し始めた。ヨーゼフがオーストリアで推進していた啓蒙主義的改革をバイエルンでも行えると考えたからである。
しかし、バイエルン継承戦争の原因となったこの提案は、選帝侯を除く多くの人々から批判されていた。反対する団員らによって啓明団はその存在を暴露され、政府からは社会に害を及ぼすとして活動が禁止されてしまう。モンジュラも団員であることが明かされ、出世の望みを絶たれたが、友人の紹介からプファルツ＝ツヴァイブリュッケン公カール・アウグスト（選帝侯位継承権者筆頭であり、また先の提案の強力な反対者の一人でもあった）の顧問官として雇われることになった。そこでモンジュラらは外務官僚として働き、周囲からの信頼を集めるようになる。
1795年にカール・アウグストが死去し、弟マクシミリアン・ヨーゼフが公爵になると、モンジュラよりも地位の高い官僚らがフランスとの交渉などで席を空けた間に、マクシミリアン・ヨーゼフに助言を求められるようになっていた。マクシミリアン・ヨーゼフもフランスの文化や啓蒙主義に触れてきた人物で、モンジュラと意気投合し、将来の政治についても相談を重ねるようになる。その中で、1796年にモンジュラがこの同年代の主君に提出したのが、『アンスバッハ覚書』である。

### アンスバッハ覚書
シュタインの『ナッサウ覚書』、ハルデンベルクの『リガ覚書』に先立つこと10年、アンスバッハ覚書は将来バイエルンが実施すべき改革について、大まかなことを述べていた。
啓蒙主義的な立場から近代国家の建設を目指し、そのためにフランス式の省を政府に導入し、官僚制の改革、特権身分の財政的特権の廃止、課税公平化、旧来の国内関税と行政区の廃止、教会と教育の統制などが示された。
これは後に、モンジュラがバイエルン選帝侯国内務大臣、バイエルン王国内務大臣兼外務大臣兼法務大臣となってから、本格的に実施されることになる。

### 政治家として
1799年、マクシミリアン・ヨーゼフはカール・テオドールを継いでバイエルン選帝侯に即位したが、外交的には非常に危うい状況だった。西からは革命フランスが自由主義を広め自国を守るために、東からはオーストリアが防波堤として利用するために、バイエルンへ手を伸ばしていた。選帝侯はとりあえずはフランスと手を組むことで妥協した。
このような中で、モンジュラは矢継ぎ早に改革を断行する。彼には、シュタインやハルデンベルクが突き当たったような強力な抵抗勢力（ユンカーや保守派官僚・政治家）がいなかった。いたとしても、絶対君主たるマクシミリアン･ヨーゼフの全幅の信頼を与えられたモンジュラには、改革を押し通すことができた。とはいえ、当初その改革は低調なものだった。いまだ神聖ローマ帝国が存在していたからである。帝国の諸制度・諸機関は諸身分の特権を守り、維持することで帝国を存続させようとしており、いかに領邦の絶対君主と言えども、諸身分の特権にまで手を出すことは難しかった。1803年に帝国代表者会議主要決議の世俗化と陪臣化によりプロテスタント地域を併合したことに対する、宗教的な改革が主な改革だった。
しかし、1806年にライン同盟結成と共に帝国が崩壊すると、それまで改革を阻んでいた帝国の諸制度は消え去った。バイエルンは王国となり、マクシミリアン・ヨーゼフはバイエルン王マクシミリアン1世として即位した。モンジュラは10年前にアンスバッハ覚書に示した内容を実現すべく、精力的に活動した。
1808年にはドイツ最初の憲法であるバイエルン王国憲法を制定した。これは完全な欽定憲法で、法の前での自由、農民解放の実施、議会の開催などがうたわれ、国王と官僚に国権の全てが集中する制度が整えられた。
また、これらの改革を行うためにモンジュラ自身が内相だけでなく外相、法相を兼任し、一時期には目を通すべき書類が日に数千に上ることさえもあった。

### 晩年
しかし、モンジュラのこうした徹底した改革と、彼一人に集中する権力は、多くの保守的な人々からの反発を呼んだ。軍最高司令官のカール・フィリップ・フォン・ヴレーデやルートヴィヒ王太子（後のバイエルン国王ルートヴィヒ1世）らの保守派はマクシミリアンに働きかけ、1817年2月にモンジュラを辞任させるに至った。モンジュラは辞任後、任にある間に得た領地の経営に専念した。
改革は、モンジュラの後を継いだ革新派官僚と保守派との妥協の結果、1818年憲法として完成された。諸制度と官僚絶対主義の政府は、ルートヴィヒ2世やオットー1世の治下でも揺るぐことはなく、1918年にバイエルン王国が革命によって倒れるまで続く。

## 家族
1803年6月20日にアルコ伯爵令嬢エルネスティーネ（当時24歳）と結婚した。2人は8子をもうけた。エルネスティーネの兄は、1人がカール・テオドール選帝侯が晩年に迎えた後妻マリア・レオポルディーネの再婚相手であり、もう1人は枢密顧問会議（der Geheim Rat）の副議長であった。